# Bisdom Constantine

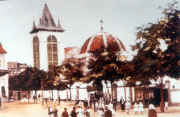
Kathedraal van Constantine (ca. 1910)

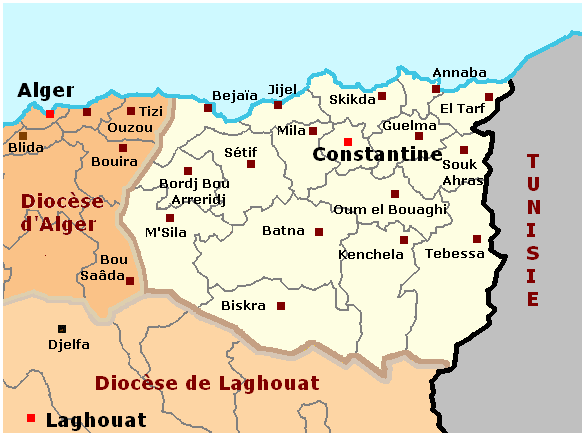
Kaart van het bisdom Constantine

Het Bisdom Constantine Hippone (Latijn: Dioecesis Constantinianus Hipponensis Regiorum) werd op 25 juli 1866 gesticht als bisdom Constantine en veranderde 23 september 1867 de naam in Constantine-Hippone. De zetel van het bisdom is in Constantine. Constantine-Hippone behoort tot de kerkprovincie van het naar de Algerijnse hoofdstad vernoemde aartsbisdom Algiers.
De stad Hippo is aan de naam van het bisdom toegevoegd uit eerbetoon aan Aurelius Augustinus die in Hippo Regius pontificeerde. Hippo Regius heet tegenwoordig Annaba.
Het gebied, dat het bisdom beslaat, telt naar schatting 12 miljoen inwoners. Het aantal katholieke gelovigen bedroeg er in 1990 nog circa 4000, terwijl het er in 2003 nog slechts 303 waren. Het aantal priesters nam in die periode af van 29 naar 20. In 1950 telde het diocees nog 180.000 gelovigen en meer dan honderd priesters.
Sinds 1983 is Gabriel Jules Joseph Piroird bisschop van Constantine Hippone.